# Вулиця Новознесенська
Вулиця Новозне́сенська — вулиця в Личаківському районі міста Львова, у місцевості Нове Знесіння. Сполучає вулиці Механічну та Польову, утворюючи перехрестя з вулицями Ребета, Метлинського, Ковельською та Помірки. Головна вулиця Нового Знесіння.
Прилучаються вулиці Ратича, Туркменська, Алішера Навої, Дніпрової Чайки, Перехід, Ковальська, Гамалії, Таращанська, Потелицька, Поворотна, Молочна, Саковича, Корейська, Трависта, Веливока, Шатківського та Юнацька.

## Історія
Виникла на початку XX століття, у складі селища Знесіння, не пізніше 1930 року отримала назву Собєського, на честь польського короля Яна III Собеського. Коли у 1933 році селище Знесіння увійшло до складу Львова, вулиця отримала назву Новознесенська. З 1943 року по липень 1944 року, під час німецької окупації Львова, мала назву Знєсєнєр-Гауптштрассе (нім. Zniesienier-Hauptstrasse).

## Забудова
Вулиця забудована одно- та двоповерховими конструктивістськими будинками 1930-х років, будинками барачного типу 1950-х років. На початку вулиці є ділянка промислової забудови (територія Львівського заводу штучних алмазів і алмазного інструменту). Збереглися сецесійні кам'яниці початку XX століття — будинки № 29, 35, 47, 55.
Під № 32 розташована будівля дирекції регіонального ландшафтного парку «Знесіння»
Під № 34 розташована церква Пресвятої Богородиці — Володарки України Львівської архиєпархії УГКЦ. Будувати її почали ще у 1937 році отці-салетини, на місті дерев'яного костелу, проте завершенню будівництва завадила Друга світова війна. Після війни, за радянських часів, недобудовану будівлю церкви пристосували для склади «Головхімзбуту». У 1991 році церкву повернули вірянам, які почали реконструкцію будівлі. Нову, перебудовану церкву освятили 22 грудня 2000 року.
У середині XX століття на вулиці Новознесенській існував кінотеатр «Ванда», перейменований у грудні 1939 року на театр імені Поліни Осипенко.
До 1959 років на вулиці діяв ринок старих речей, пізніше він переїхав у кінець вулиці Шевченка.

## Пам'ятники та меморіальні таблиці
22 грудня 2017 року біля церкви Пресвятої Богородиці — Володарки України відкрили пам'ятний знак мешканцям Знесіння, які боролися за волю України.
На будинку № 30 встановлено меморіальну таблицю поетові та перекладачеві Олегу Лишезі, який мешкав у цьому будинку.

## Відомі мешканці
У будинку № 30 деякий час мешкав український поет і перекладач Олег Лишега. 13 липня 2018 році на сесії Львівської міської ради депутати ухвалили рішення про присвоєння його імені безіменному скверові, що розташований між вулицями Новознесенською, Молочною та Потелицькою.